# Где бы ты ни был
«Где бы ты ни был» (англ. This Must Be the Place) — трагикомедия итальянского режиссёра Паоло Соррентино с Шоном Пенном в главной роли. Премьерный показ картины состоялся на 64-м Каннском кинофестивале, где она выдвигалась на получение «Золотой пальмовой ветви». Председатель жюри Канн — американский актёр Роберт Де Ниро — был положительно впечатлён фильмом в целом и работой Шона Пенна в частности, но уступил мнению коллег по жюри, посчитавших ленту неубедительной. Тем не менее, Паоло Соррентино удостоился независимого приза экуменического жюри фестиваля, а также национальной кинопремии Италии «Давид ди Донателло».

## Сюжет
Главный герой фильма, Шайенн — в прошлом известный, а теперь стареющий и инфантильный рок-музыкант. Он ушёл со сцены после того, как двое подростков покончили жизнь самоубийством, наслушавшись мрачной музыки Cheyenne and the Fellows. Уже 20 лет бывший музыкант живёт в Дублине со своей женой Джейн, зарабатывая на жизнь ставками на бирже. Несмотря на это, он продолжает носить готик-рок-одежду, наносить на лицо макияж, красить глаза и губы. Уединение Шайенна неожиданно прерывает звонок кузена Ричарда, который сообщает, что отец рокера — с которым тот не общался уже 30 лет — лежит на смертном одре. Шайенн приезжает в Нью-Йорк, но успевает только к похоронам. Ознакомившись с дневниками отца, он узнаёт о его юности, проведённой в Освенциме и о нацистском палаче Алоисе Ланге, мучившем отца Шайенна. Герой решает отомстить нацисту и отправляется на его поиски. Он едет в Мичиган, где встречается с женой Ланга Дороти, а затем в Нью-Мексико, где находит его внучку Рейчел. В конце концов, при помощи профессионального детектива Мидлера, Шайенн находит Алоиса Ланга. Пообщавшись со старым нацистом, он возвращается домой, где смывает макияж и коротко стрижёт волосы.

## Актёры
- Шон Пенн — Шайенн
- Фрэнсис Макдорманд — Джейн
- Ив Хьюсон — Мэри
- Олуэн Фуэр[англ.] — мать Мэри
- Керри Кондон — Рейчел
- Джойс Ван Паттен — Дороти
- Джадд Хирш — Мордекай Мидлер
- Гарри Дин Стэнтон — Роберт Плат
- Ши Уигхэм — Эрни Рэй
- Лирон Лево — Ричард
- Хайнц Ливен — Алоис Ланг
- Дэвид Бирн — играет себя

## Производство
В 2008 году итальянец Паоло Соррентино представил на 61-м Каннском кинофестивале биографическую драму под названием «Изумительный», которая принесла режиссёру Приз жюри, председателем которого был американский актёр Шон Пенн. Работа Соррентино произвела на Пенна неизгладимое впечатление и актёр пожелал сняться в его следующем фильме. Он подошёл к постановщику на одной из каннских фотосессий и сказал всего два слова: «Anytime, anyplace.»
… у Соррентино свой голос. В его фильмах много художественного, а в кино сейчас очень мало художников. Он уникальный, честный, и у меня есть несколько друзей, таких как он: они замечательные друзья, потому что они волшебники, а я обожаю волшебство. Мне не интересно, как они это делают. То, что думаешь ты, имеет такую же ценность как и то, что думаю я, но вот у Соррентино выходит волшебство, и всё тут.Шон Пенн
Соррентино, в сотрудничестве с драматургом Умберто Контарелло, начал писать сценарий о нацистском преступнике, сбежавшем в Соединённые Штаты с надеждой на простую жизнь обывателя. Со временем режиссёр решил подать историю в ироничном ключе и придумал медлительную, ленивую и скучающую рок-звезду Шайенна — последнего человека, который мог бы отправиться на поиски нациста по всему США. Готовый сценарий постановщик отправил Пенну, который немедленно влюбился в этот сюжет, «захватывающий внимание с первой же минуты, переносящий в совершенно иной мир», и принял приглашение Соррентино.
Прототипом для образа главного героя стал лидер рок-группы The Cure Роберт Смит. Соррентино ходил на концерты The Cure в юности и решил вновь посетить их выступление в 2008 году. Он был восхищён тем, что Смит, несмотря на свой возраст, продолжает использовать макияж и носить одежду в готическом стиле. Режиссёр послал Пенну немало информации о The Cure, включая музыку и видеозаписи, на основе которых актёр и сформировал Шайенна, позаимствовав у Роберта Смита основные черты внешнего облика: длинные волосы, помаду, грим, тушь, лак для ногтей, и самостоятельно проработав такие немаловажные детали, как тембр голоса и походку.
Медитативную атмосферу роуд-муви помогли создать композиторы Дэвид Бирн и Уилл Олдхэм, записавшие для фильма несколько песен под вывеской группы The Pieces Of Shit. Специально для картины Бирн исполнил хит из репертуара Talking Heads — «This Must Be the Place». Эта песня подарила и название фильму.

## Критика
Фильм получил смешанные, но преимущественно положительные отзывы. Рецензент The Independent Джонатан Ромни оценил ленту на 4 звезды из 5, написав: «„Где бы ты ни был“ слишком хаотично построен для того, чтобы быть великим фильмом, но это, безусловно, большое кино — радостно образное, безрассудно пирующее». Обозреватель Empire Энджи Эрриго дала картине лишь 3 звезды из 5, заметив, что хоть игра Пенна и бесценна, но «для европейского восприятия арт-хауса нет более чужого пейзажа, чем американское псише». Корреспондент Time Out Кит Анлич оценил кино на 3 звезды из 5, сравнив его с шедевром Вима Вендерса «Париж, Техас» с «оттенком эмо».
Репортёр The Washington Post Майкл О’Салливан дал картине 4 звезды из 5, охарактеризовав её как «умный, забавный и оригинальный роуд-муви». Критик Chicago Sun-Times Роджер Эберт дал фильму 3,5 звезды из 4, высоко оценив игру Шона Пенна: «Центральное место This Must Be the Place занимает бескомпромиссный персонаж, изобретённый Шоном Пенном <…> без малейших усилий показывающий, что у него доброе сердце и тихое чувство юмора». Автор Los Angeles Times Шери Линден в нейтральном обзоре отметила недостаток фильма — логические ошибки, и достоинство — искренность Пенна.
История о человеке, который выжил в золотую эру рока и теперь сам этому удивляется, обошлась без резких нот. Её можно смотреть, как «Мертвеца» Джармуша, а можно, как «Трудности перевода» Копполы. С любого места в любом количестве.
Рецензия в «Газета.Ru» превозносит талант Шона Пенна: «Походкой он напоминает сломанную куклу, его надтреснутый, едва слышный голос полон то невыразимой грусти, то едкого сарказма, а раскрашенная физиономия пугает и смешит одновременно <…> Перед нами один из самых колоритных персонажей, созданных современным кинематографом, и одно это позволяет посулить артисту каннскую награду (каковых у Пенна, впрочем, уже две). Ужасно бы хотелось когда-нибудь увидеть фильм о новых приключениях рокера-ипохондрика. К сожалению, финал картины не позволяет на это надеяться».